# Goulais Bay
Goulais Bay är en vik i Kanada.   Den ligger i provinsen Ontario, i den sydöstra delen av landet, 700 km väster om huvudstaden Ottawa.
Trakten runt Goulais Bay är nära nog obefolkad, med mindre än två invånare per kvadratkilometer.